# برنوف عربي
برنوف عربي أو عنسفوت (الاسم العلمي: Pluchea arabica)، نوع نباتات من جنس البرنوف وفصيلة النجمية. الموطن الأصلي لهذا النوع هو الصومال وجنوب شبه الجزيرة العربية وجنوب غرب شبه الجزيرة العربية. وباكستان. هي شجيرة وتنمو بشكل أساسي في الصحراء أو مناطق الأعياص الأحيائية.

## المرراجع
1. ↑  "Pluchea arabica (Boiss.) Qaiser & Lack | Plants of the World Online | Kew Science". Plants of the World Online (بالإنجليزية). Archived from the original on 2022-04-17. Retrieved 2023-11-07.